# Catocala augusta
Catocala augusta là một loài bướm đêm trong họ Erebidae.